# میرآباد (خلیل‌آباد)
میرآباد نام روستایی از توابع بخش مرکزی شهرستان خلیل‌آباد در استان خراسان رضوی ایران است. این روستا در دهستان رستاق قرار دارد و براساس سرشماری مرکز آمار ایران در سال ۱۳۸۵، جمعیت آن ۶۶۸ نفر (۱۷۳خانوار) بوده است.